# Dipturus stenorhynchus
Dipturus stenorhynchus är en rockeart som först beskrevs av Wallace 1967.  Dipturus stenorhynchus ingår i släktet Dipturus och familjen egentliga rockor. IUCN kategoriserar arten globalt som otillräckligt studerad. Inga underarter finns listade i Catalogue of Life.